# MHC Venray
MHC Venray (MHCV) is een Nederlandse hockeyclub uit de Limburgse plaats Venray.
De club werd opgericht op 18 juli 1955 en speelt op het Sportpark De Wieën, waar ook een tennis-, een voetbal- en een atletiekvereniging zijn gevestigd. De eerste heren- en damesteams komen in het seizoen 2012/13 beide uit in de Vierde klasse van de Koninklijke Nederlandse Hockeybond.